# Comte de Lannion

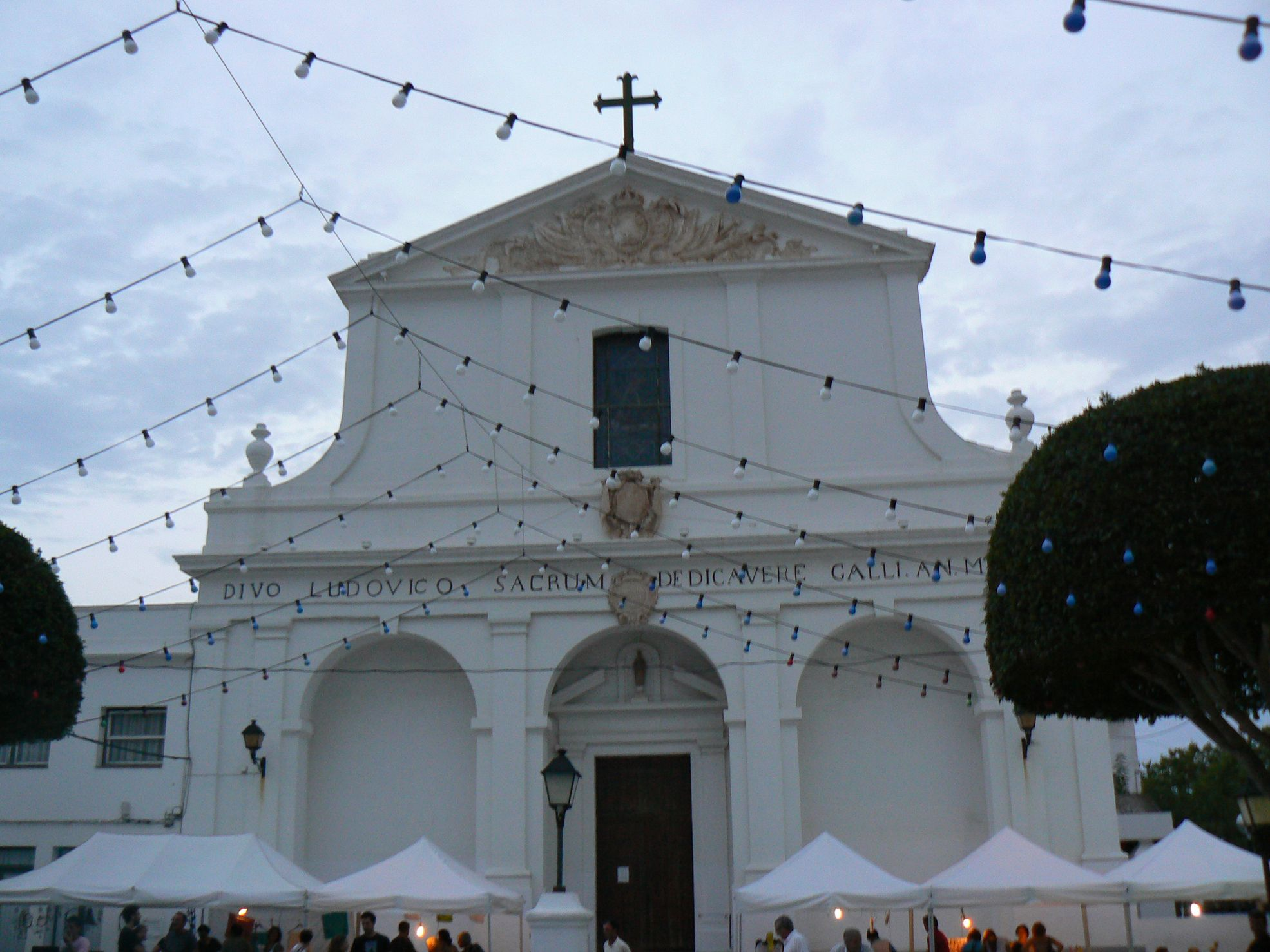
Església de Sant Lluís

Hyacinthe Gaëtan de Lannion, conegut a l'illa de Menorca com a comte de Lannion (26 d'octubre de 1719 - Maó, 3 d'octubre de 1762) va ser un militar i administrador francès.
Als 20 anys va ser coronel del regiment de Médoci. L'any 1745 va ser nomenat brigadier i tres anys després fou ascendit a mariscal de camp. El 1756 va ser nomenat governador de l'illa de Menorca pel rei de França Lluís XV després del setge de Menorca, posició que va mantenir fins al 1758 i després novament de 1760 a 1762.
Va ser una persona molt valorada pels menorquins, ja que va dur a terme un gran treball que va contribuir al desenvolupament intel·lectual de la gent de l'illa. Promovia i patrocinava festes escolars portant a terme millores educatives. També va fer que la llengua francesa es fes molt popular a l'illa, fins i tot molts anys després de la dominació francesa. Va fundar el poble de Sant Lluís en homenatge al rei de França l'any 1761.
Va morir l'any 1762, i el succeí en el seu títol Emmanuel Marie Louis de Noailles. A l'església de Santa Maria de Maó es conserva la làpida sepulcral amb l'escut heràldic del comte de Lannion.